# دونژا موتیچینا
دونژا موتیچینا (به لاتین: Donja Motičina) یک منطقهٔ مسکونی در کرواسی است که در شهرستان اوسیک-بارانیا واقع شده‌است. دونژا موتیچینا ۱٬۶۵۲ نفر جمعیت دارد.